# Lucian Sânmărtean

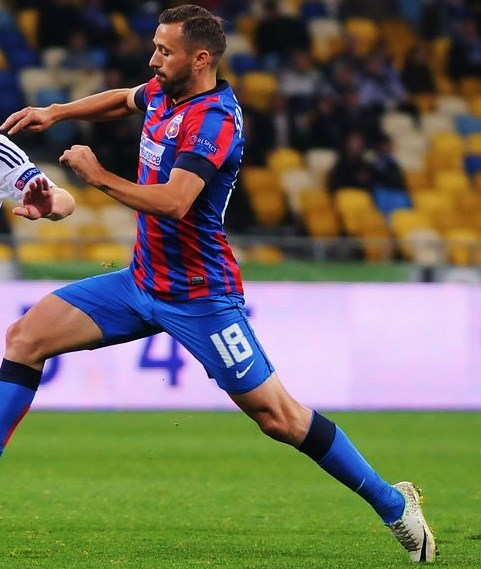
Lucian Sânmărtean (2014)

Lucian Iulian Sânmărtean (* 13. března 1980, Bistrița, Rumunsko) je bývalý rumunský fotbalový záložník. Prošel angažmá v Rumunsku, Řecku, Nizozemsku a Saúdské Arábii.
V roce 2014 se stal v Rumunsku fotbalistou roku.

## Klubová kariéra
- ACF Gloria Bistrița (mládež)
- ACF Gloria Bistrița 1998–2003
- Panathinaikos 2003–2007
- FC Utrecht 2007–2008
- ACF Gloria Bistrița 2009–2010
- FC Vaslui 2010–2014
- FC Steaua București 2014–2015
- Al-Ittihad Club 2015–2016
- CS Pandurii Târgu Jiu 2016–2017
- At-Taawoun FC 2017
- FC Voluntari 2017–2018

## Reprezentační kariéra
Lucian Sânmărtean reprezentoval Rumunsko v mládežnické kategorii do 21 let.
V A-mužstvu Rumunska debutoval 20. 11. 2002 v přátelském zápase v Temešváru proti reprezentaci Chorvatska (prohra 0:1).

Trenér rumunského národního týmu Anghel Iordănescu jej vzal na EURO 2016 ve Francii, kam Rumunsko postoupilo ze druhého místa kvalifikační skupiny F. Rumuni obsadili se ziskem jediného bodu poslední čtvrté místo v základní skupině A. Lucian nastoupil na šampionátu k jedinému utkání – proti Albánii (porážka 0:1).

## Úspěchy

### Klubové
Panathinaikos
- 1× vítěz řecké Superligy (2003/04)
- 1× vítěz řeckého poháru (2003/04)

FC Steaua București
- 2× vítěz Ligy I (2013/14, 2014/15)
- 1× vítěz Cupa României (2014/15)
- 1× vítěz Cupa Ligii (2014/15)[2]